# Bonvillet
Bonvillet est une commune française située dans le sud-ouest du département des Vosges, en région Grand Est.

## Géographie

### Localisation
Bonvillet se situe dans la haute vallée de la Saône, premier village en amont de Darney ; le village est aujourd'hui (2014) dans l'agglomération de ce bourg.
La Forge-Kaitel est un hameau excentré sur la route d'Épinal.

### Géologie et relief
La commune fait partie des communes du Massif vosgien et des « forêts et communes usagères au XIXe siècle ».

### Sismicité
La commune se situe dans une zone de sismicité faible,.

### Hydrographie et eaux souterraines
Cours d'eau sur la commune ou à son aval :
- rivière la Saône ;
- ruisseaux de joncey, du grand moulin, de thuillières[6], de l'étang de belrupt ;
- étangs des rochottes, d'harcourt.

### Hydrographie

#### Réseau hydrographique
La commune est située dans le bassin versant de la Saône au sein du bassin Rhône-Méditerranée-Corse. Elle est drainée par la Saône, le ruisseau de Thuillières, le ruisseau du Grand Moulin, le ruisseau de Joncey et le ruisseau de l'Etang de Belrupt.
La Saône prend sa source à Vioménil au pied du Ménamont, au sud des monts Faucilles à 405 m d'altitude. Elle conflue avec le Rhône à Lyon, à l'altitude de 163 mètres après avoir traversé le val de Saône.
Le ruisseau de Thuillières, d'une longueur totale de 10,8 km, prend sa source dans la commune de Saint-Baslemont et se jette  dans la Saône sur la commune, après avoir traversé quatre communes.

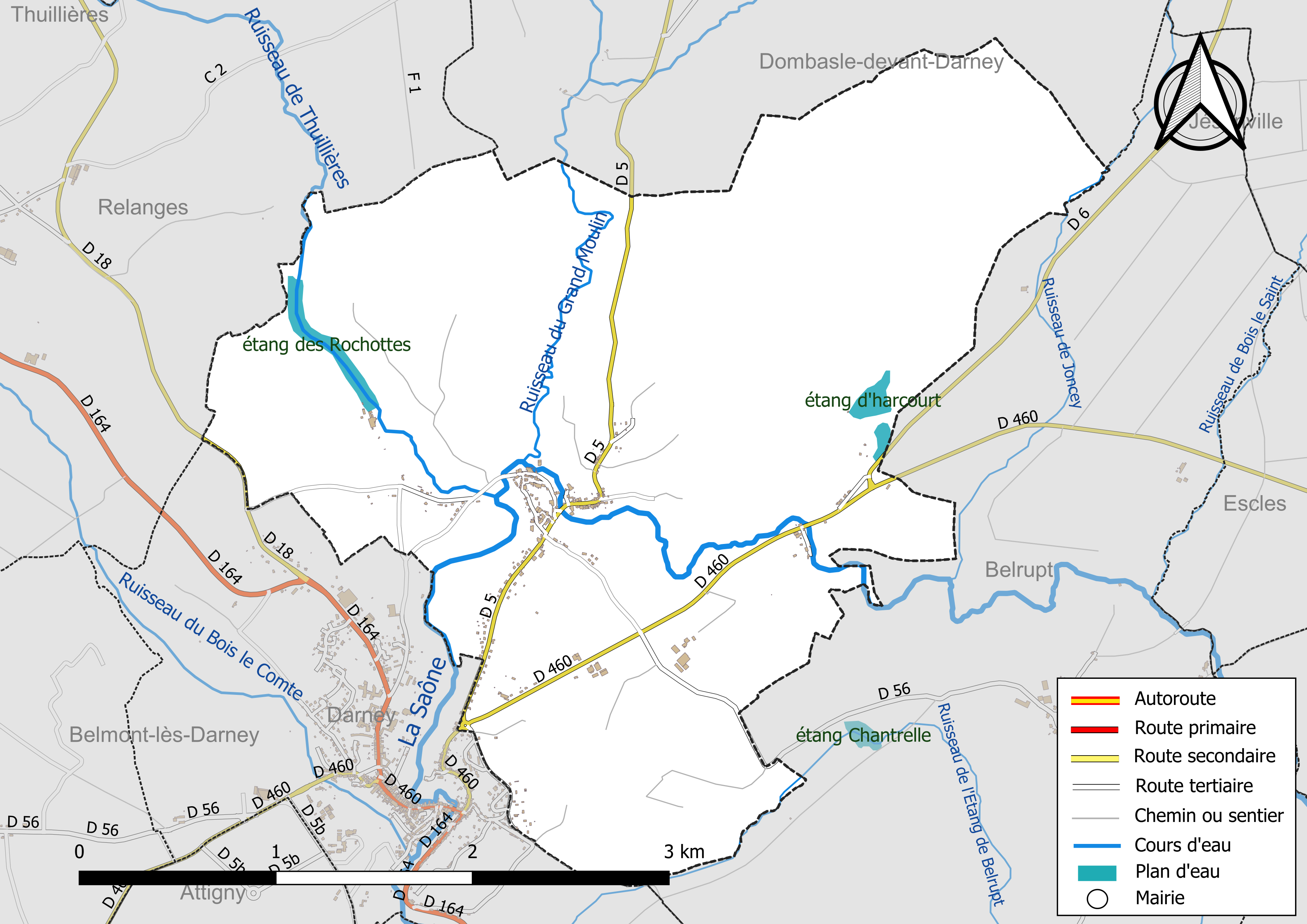
Réseaux hydrographique et routier de Bonvillet.

#### Gestion et qualité des eaux
Le territoire communal est couvert par le schéma d'aménagement et de gestion des eaux (SAGE) « Nappe des Grès du Trias Inférieur ». Ce document de planification, dont le territoire comprend le périmètre de la zone de répartition des eaux de la nappe des Grès du trias inférieur (GTI), d'une superficie de 1 497 km2,  est en cours d'élaboration. L’objectif poursuivi est de stabiliser les niveaux piézométriques de la nappe des GTI et atteindre l'équilibre entre les prélèvements et la capacité de recharge de la nappe. Il doit être cohérent avec les objectifs de qualité définis dans les SDAGE Rhin-Meuse et Rhône-Méditerranée. La structure porteuse de l'élaboration et de la mise en œuvre est le conseil départemental des Vosges.
La qualité des eaux de baignade et des cours d’eau peut être consultée sur un site dédié géré par les agences de l’eau et l’Agence française pour la biodiversité.

### Climat
Pour des articles plus généraux, voir Climat du Grand Est et Climat des Vosges.
En 2010, le climat de la commune est de type climat des marges montargnardes, selon une étude du Centre national de la recherche scientifique s'appuyant sur une série de données couvrant la période 1971-2000. En 2020, Météo-France publie une typologie des climats de la France métropolitaine dans laquelle la commune est dans une zone de transition entre le climat océanique altéré et le climat océanique altéré et est dans la région climatique  Lorraine, plateau de Langres, Morvan, caractérisée par un hiver rude (1,5 °C), des vents modérés et des brouillards fréquents en automne et hiver. 
Pour la période 1971-2000, la température annuelle moyenne est de 9,7 °C, avec une amplitude thermique annuelle de 17 °C. Le cumul annuel moyen de précipitations est de 986 mm, avec 12,7 jours de précipitations en janvier et 9,7 jours en juillet. Pour la période 1991-2020, la température moyenne annuelle observée sur la station météorologique de Météo-France la plus proche, « Lignéville », sur la commune de Lignéville à 11 km à vol d'oiseau, est de 10,3 °C et le cumul annuel moyen de précipitations est de 856,3 mm. 
La température maximale relevée sur cette station est de 38,7 °C, atteinte le 25 juillet 2019 ; la température minimale est de −17,5 °C, atteinte le 20 décembre 2009,,. 
Les paramètres climatiques de la commune ont été estimés pour le milieu du siècle (2041-2070) selon différents scénarios d'émission de gaz à effet de serre à partir des nouvelles projections climatiques de référence DRIAS-2020. Ils sont consultables sur un site dédié publié par Météo-France en novembre 2022.

### Voies de communications et transports

#### Voies routières
- Autoroute A31 : Échangeur Bulgnéville.
- La commune est au carrefour des routes départementales D 5 et D 56, à proximité de Darney.

#### Transports en commun

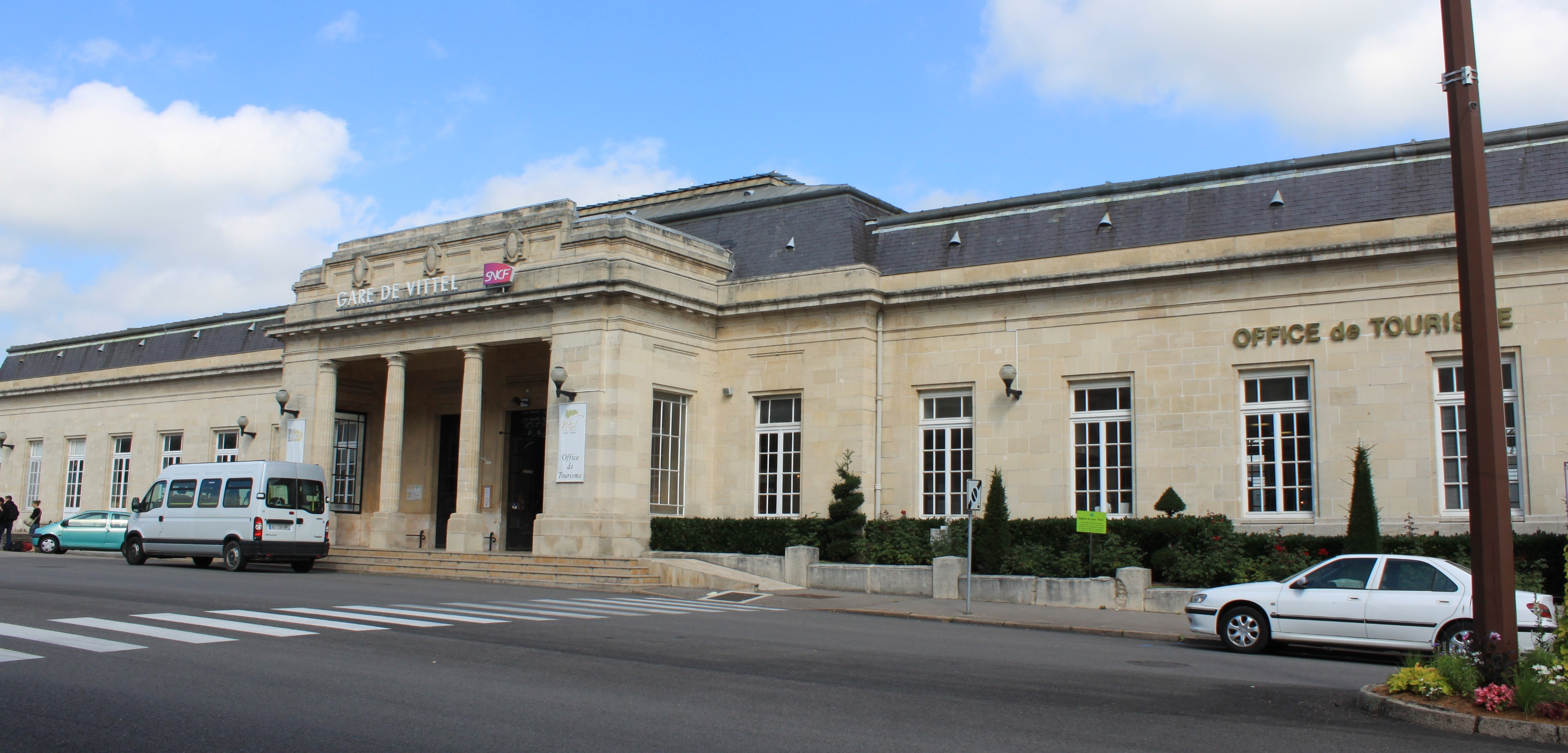
Gare de Vittel.

- Fluo Grand Est.

Réseau de transport en commun des Vosges.

#### Lignes SNCF
- Gare de Contrexéville
- Gare de Vittel

## Urbanisme

### Typologie
Au 1er janvier 2024, Bonvillet est catégorisée commune rurale à habitat dispersé, selon la nouvelle grille communale de densité à sept niveaux définie par l'Insee en 2022.
Elle est située hors unité urbaine. Par ailleurs la commune fait partie de l'aire d'attraction de Vittel - Contrexéville, dont elle est une commune de la couronne,. Cette aire, qui regroupe 72 communes, est catégorisée dans les aires de moins de 50 000 habitants,.

### Occupation des sols
L'occupation des sols de la commune, telle qu'elle ressort de la base de données européenne d’occupation biophysique des sols Corine Land Cover (CLC), est marquée par l'importance des forêts et milieux semi-naturels (50,2 % en 2018), une proportion sensiblement équivalente à celle de 1990 (50,3 %). La répartition détaillée en 2018 est la suivante : 
forêts (50,2 %), prairies (40,3 %), zones agricoles hétérogènes (5,9 %), zones urbanisées (3,6 %). L'évolution de l’occupation des sols de la commune et de ses infrastructures peut être observée sur les différentes représentations cartographiques du territoire : la carte de Cassini (XVIIIe siècle), la carte d'état-major (1820-1866) et les cartes ou photos aériennes de l'IGN pour la période actuelle (1950 à aujourd'hui).

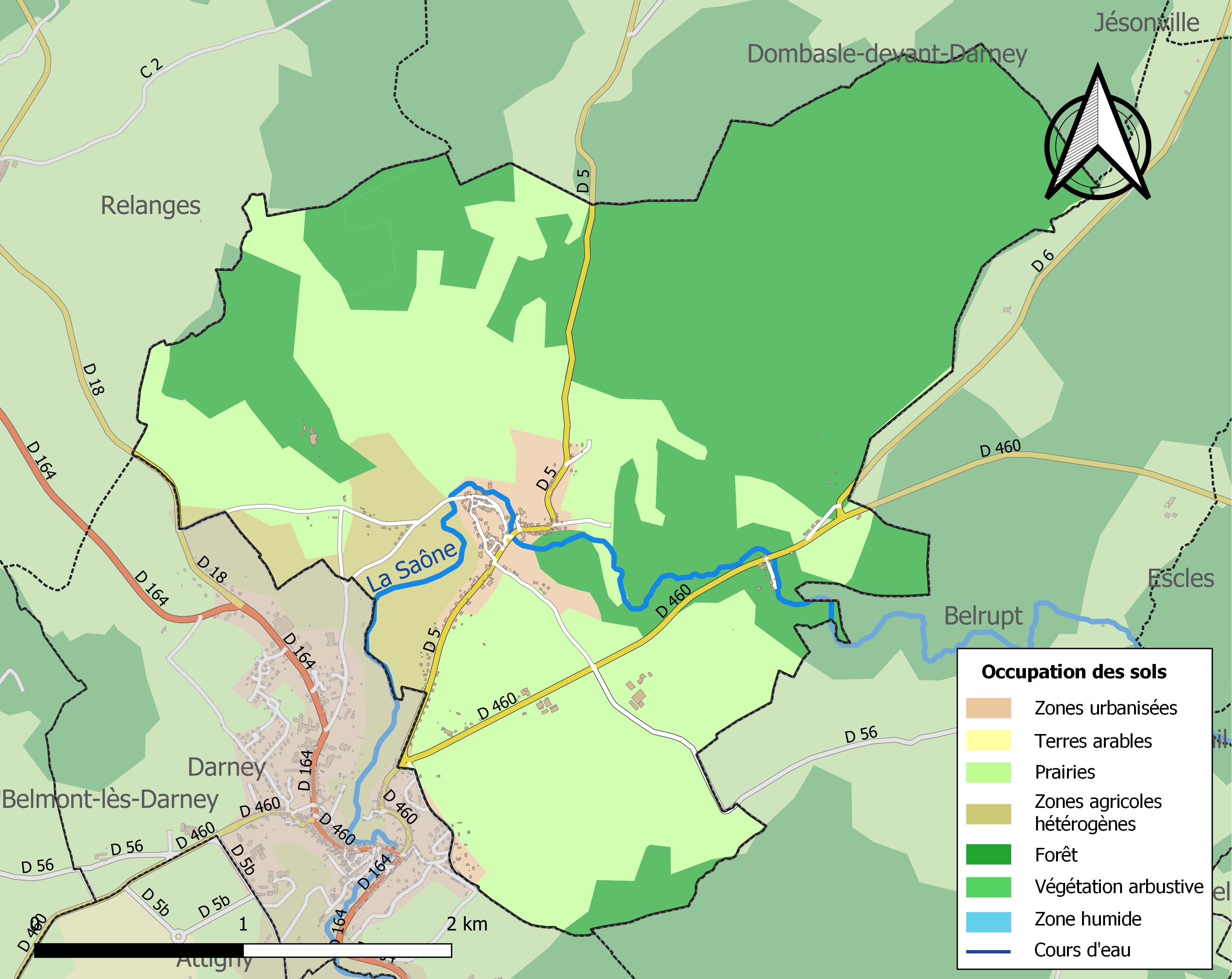
Carte des infrastructures et de l'occupation des sols de la commune en 2018 (CLC).

## Toponymie
Le nom de la localité est attesté sous les formes ? Apud Boenivillam (avant 1124) ; Boinvillers (1241) ; En banc de Bonvillé (1256) ; Bonviler (1290) ; Bonviller (1290) ; Boinviller (1297) ; Bonvellet (1308) ; Bonvilleir (1336) ; Bonvillet (avant 1312) ; De Bono Vil-lario (1325) ; Bonveller (1338) ; Bonvillé (1494) ; Bonvillers (1504) ; Bonvelet (1549) ; Bonvillerd lez Darney (1560) ; Bronvillers (1656) ; Bonvilliers (1666) ; Bonville (XVIIe siècle) ; Bonvilley (1731) ; Bonviller-sur-Saône (1779) ; Bonvilet (an II).

## Histoire
La voie romaine Langres-Strasbourg passait-elle au nord-ouest de Bonvillet, sous le nom de " Creuse voie ",, ?
Bonvillet appartenait sous l'Ancien Régime au duché de Lorraine. Le nom du village, Boisvillers, est attesté dès 1241 et orthographié Bonvellet dans un texte de la collégiale de Darney datant de 1308. La seigneurie de Bonvillet dépendait en partie du chapitre de Darney et en partie du baron de Vioménil.
Après la Révolution, Bonvillet fit partie du canton de Darney. Au spirituel, Bonvillet dépendait du doyenné de Faverney, diocèse de Besançon.
L'église Saint-Epvre date de 1764.

## Politique et administration
| Période                                  | Période   | Identité                    | Étiquette | Qualité        |
| ---------------------------------------- | --------- | --------------------------- | --------- | -------------- |
| Les données manquantes sont à compléter. |           |                             |           |                |
| juin 1995                                | mars 2014 | Claude Nordmann (1943-2019) |           | Facteur        |
| mars 2014                                | mai 2020  | Claude Dufour (1948-2022)   |           |                |
| mai 2020                                 | En cours  | François Thiéry (°1956)     |           | Cadre retraité |

### Budget et fiscalité 2022

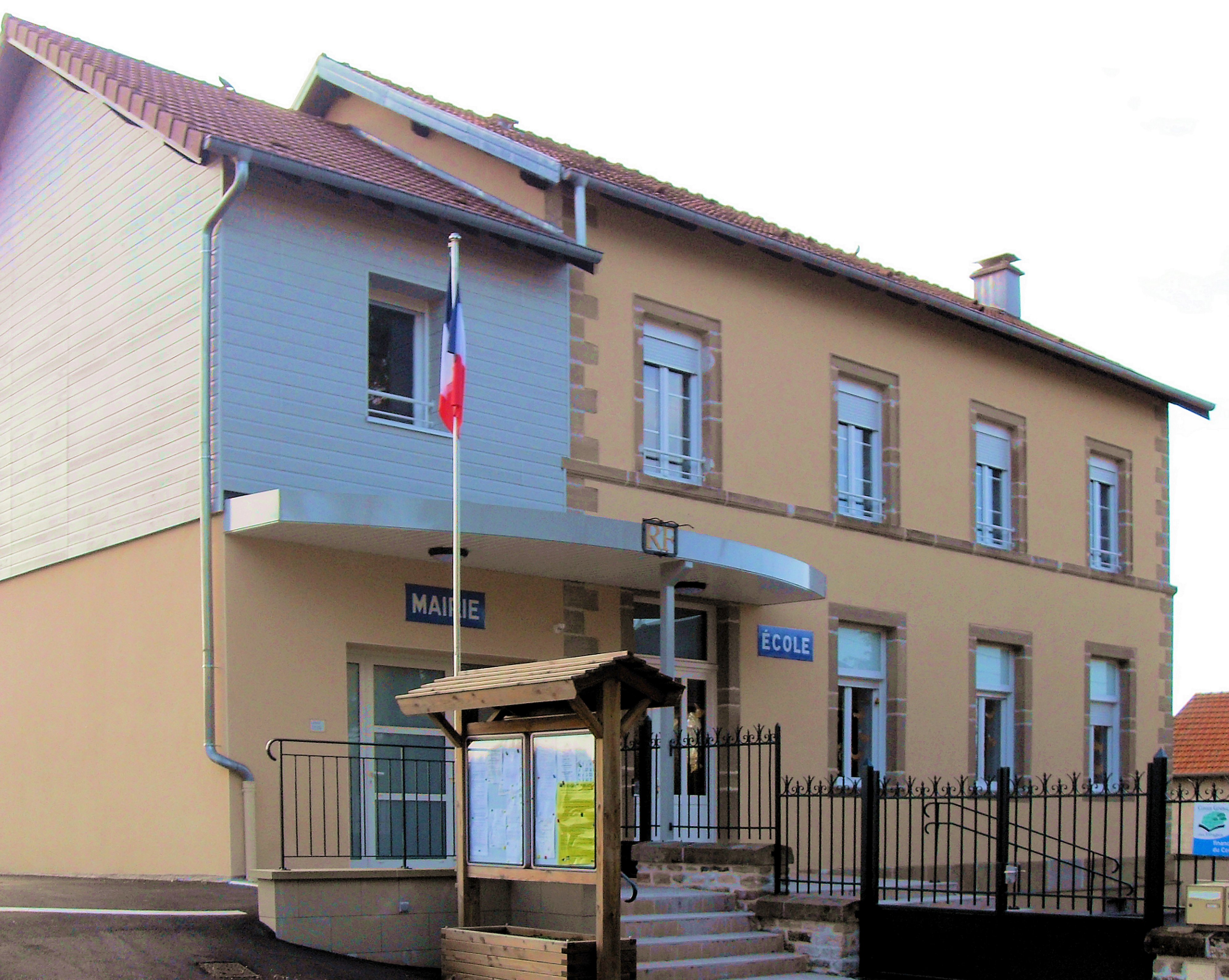
La mairie-école de Bonvillet.

En 2022, le budget de la commune était constitué ainsi :
- total des produits de fonctionnement : 219 000 €, soit 748 € par habitant ;
- total des charges de fonctionnement : 119 000 €, soit 405 € par habitant ;
- total des ressources d'investissement : 158 000 €, soit 538 € par habitant ;
- total des emplois d'investissement : 109 000 €, soit 372 € par habitant ;
- endettement : 100 000 €, soit 342 € par habitant.

Avec les taux de fiscalité suivants :
- taxe d'habitation : 22,79 % ;
- taxe foncière sur les propriétés bâties : 37,54 % ;
- taxe foncière sur les propriétés non bâties : 27,70 % ;
- taxe additionnelle à la taxe foncière sur les propriétés non bâties : 0,00 % ;
- cotisation foncière des entreprises : 0,00 %.

Chiffres clés Revenus et pauvreté des ménages en 2021 : médiane en 2021 du revenu disponible, par unité de consommation : 21 340 €.

## Population et société

### Démographie

#### Évolution démographique
L'évolution du nombre d'habitants est connue à travers les recensements de la population effectués dans la commune depuis 1793. Pour les communes de moins de 10 000 habitants, une enquête de recensement portant sur toute la population est réalisée tous les cinq ans, les populations de référence des années intermédiaires étant quant à elles estimées par interpolation ou extrapolation. Pour la commune, le premier recensement exhaustif entrant dans le cadre du nouveau dispositif a été réalisé en 2007.

En 2022, la commune comptait 275 habitants, en évolution de −11,86 % par rapport à 2016 (Vosges : −2,96 %, France hors Mayotte : +2,11 %).
| 1793 | 1800 | 1806 | 1821 | 1831 | 1836 | 1841 | 1846 | 1856 |
| ---- | ---- | ---- | ---- | ---- | ---- | ---- | ---- | ---- |
| 388  | 417  | 401  | 455  | 468  | 540  | 518  | 533  | 481  |

| 1861 | 1866 | 1876 | 1881 | 1886 | 1891 | 1896 | 1901 | 1906 |
| ---- | ---- | ---- | ---- | ---- | ---- | ---- | ---- | ---- |
| 516  | 555  | 526  | 464  | 507  | 473  | 411  | 385  | 370  |

| 1911 | 1921 | 1926 | 1931 | 1936 | 1946 | 1954 | 1962 | 1968 |
| ---- | ---- | ---- | ---- | ---- | ---- | ---- | ---- | ---- |
| 389  | 322  | 377  | 283  | 277  | 300  | 295  | 294  | 290  |

| 1975 | 1982 | 1990 | 1999 | 2006 | 2007 | 2012 | 2017 | 2022 |
| ---- | ---- | ---- | ---- | ---- | ---- | ---- | ---- | ---- |
| 340  | 377  | 430  | 372  | 343  | 339  | 333  | 300  | 275  |

### Enseignement
Établissements d'enseignements :
- Écoles maternelles et primaires,
- Collège à Darney,
- Lycées à Contrexéville, Harol.

### Santé
- Professionnels et établissements de santé : Infirmiers à Bonvillet, médecins et kinésithérapeutes à Darney[38].

### Cultes
- Culte catholique, Paroisse Saint-Martin-de-la-Forêt, Diocèse de Saint-Dié[39].

## Économie

### Entreprises et commerces

#### Agriculture
- Agriculture et élevage.

#### Tourisme
- Hébergements et restauration à Dombasle-devant-Darney, Claudon, Monthureux-sur-Saône, Vittel.
- Gîtes[40],[41]

#### Commerces
- Commerces et services de proximité.
- Ancienne carrière de grès qui a servi à la construction de l'église[42].

## Culture locale et patrimoine

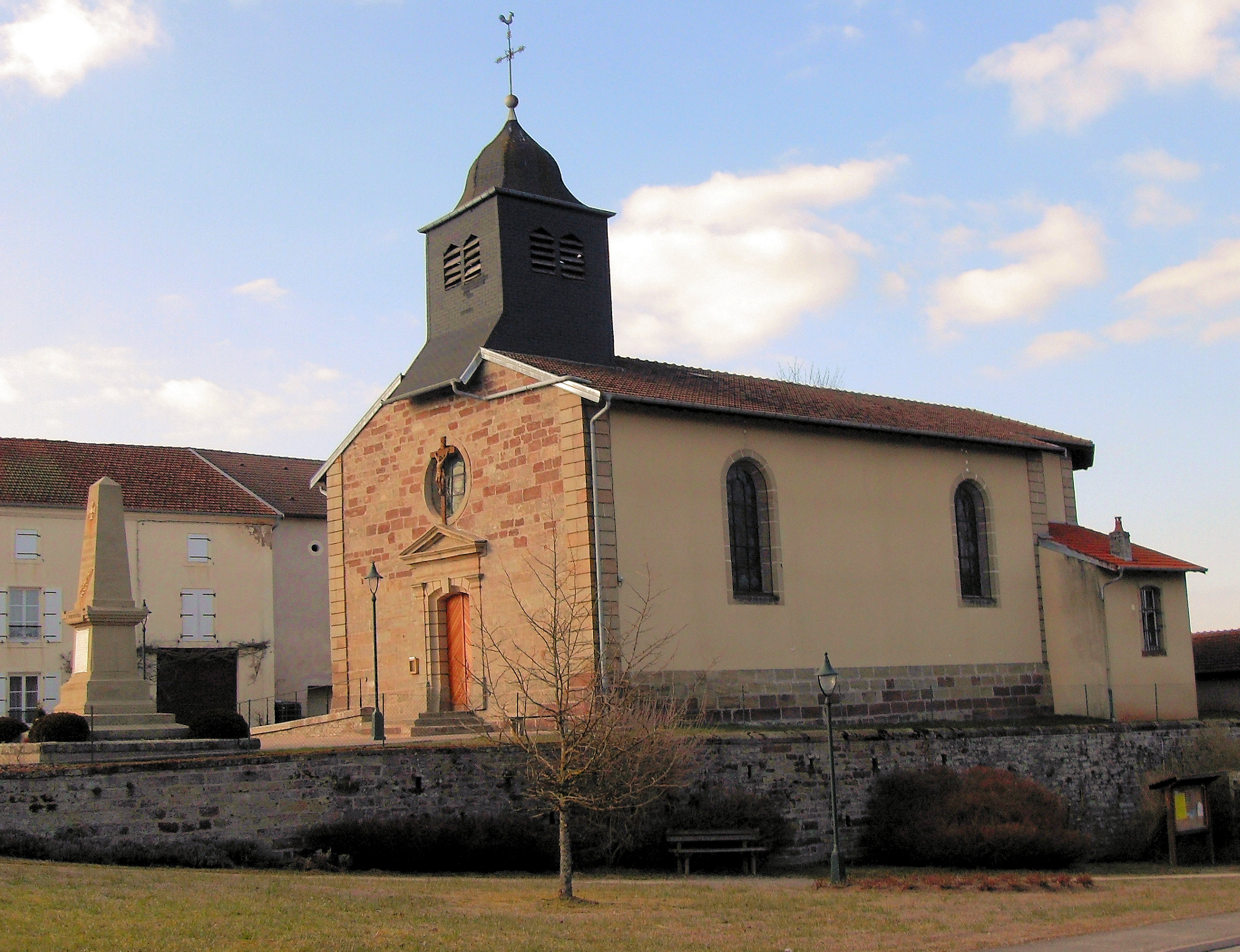
L'église Saint-Epvre et le monument aux morts.
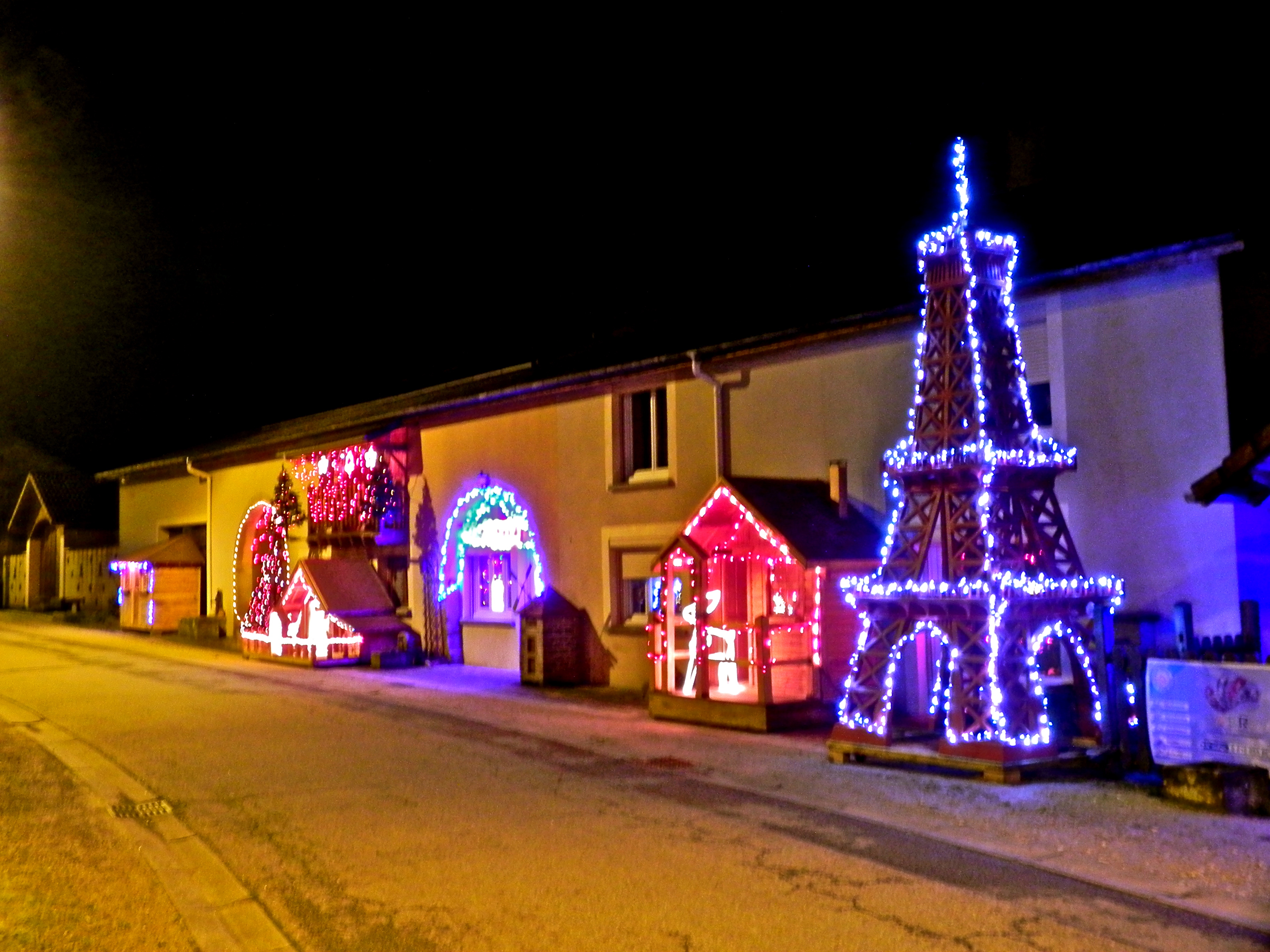
Le village le 24 décembre 2011.

### Lieux et monuments
- L'église Saint-Epvre de 1764[43],[44].
- Patrimoine rural : le service régional de l'inventaire a établi une enquête thématique régionale (architecture rurale de Lorraine : Vôge méridionale)[45],[46],[47].
- Monument aux morts 1914-1918[48],[49],[50] .
- Vieux lavoir.

### Personnalités liées à la commune
- Vautré, capitaine au 49e régiment d’infanterie de ligne[51].
- Humbert dit Bonvillet Etienne, capitaine au service de son altesse Charles de Hennezel[52].
- Sylvestre Mathurin Gegonne titulaire de l'Ordre national de la Légion d'honneur[53], né le 31 décembre 1833 à Bonvillet.
- Jean-Baptiste Blety, Pierre David et Jean-Nicolas Yhiesaut Médaille de Sainte-Hélène[54],[55].

### Héraldique
| Blason de Bonvillet | Blason  | Tiercé en paire renversé : au 1er de gueules à deux pics de carrier d'argent passés en sautoir, au 2e d'or à un sapin au naturel, au 3e d'azur à la fasce ondée d'argent.                                                                       |
| Blason de Bonvillet | Détails | Les pics sont pour les carrières de grès locales, le sapin, très présent autour du village, représente également les Vosges, enfin, la fasce est pour la Saône qui arrose la commune. Création Jean-François Binon, adoptée entre 2015 et 2019. |

## Pour approfondir